# Федин, Николай Алексеевич
Николай Алексеевич Федин (25 апреля 1925, дер. Гущино, Новгородская губерния — 5 мая 1991, Киев, Украинская ССР, СССР) — сапёр 20-го отдельного сапёрного батальона 99-й стрелковой Житомирской Краснознамённой дивизии 46-й армии (2-й Украинский фронт). Герой Советского Союза (1945). Полковник (в отставке).

## Биография
Николай Алексеевич Федин родился в семье крестьянина, в которой росли четыре брата и две сестры. Рано потерял родителей. Старший брат, Алексей, погиб на советско-финской войне.
Окончив 10 классов, весной 1941 года Николай поступил в ремесленное училище в городе Сланцы. С началом Великой Отечественной войны Федин стал проситься на фронт. В Красной Армии — с января, в действующей армии — с августа 1943 года.
В ночь на 3 декабря 1944 года Федин в составе группы сапёров переправился через Дунай. Произведя разведку, бойцы под огнём противника вернулись с ценными данными. Командование части решило начать форсирование реки без промедления. В ночь на 5 декабря Федин вёл десант на правый берег по ранее разведанному пути. Семь раз в течение дня фашисты пытались сбросить десантников, пуская в ход танки и артиллерию. Но взвод удерживал позиции до тех пор, пока не переправились другие подразделения. Младший сержант Федин лично уничтожил 10 гитлеровцев и одного взял в плен. Овладев плацдармом, войска 2-го Украинского фронта перешли в наступление, а позднее завершили окружение будапештской группировки. Участвуя в боях за освобождение Будапешта, Николай Федин снова отличился в бою и подбил гранатой вражеский танк.
24 марта 1945 года Н. А. Федину присвоено звание Героя Советского Союза.
Окончил Рязанское военное автомобильное училище в 1946 году. С 1969 года майор Федин — в запасе. Проживал в Киеве. Скончался Н. А. Федин в 1991 году.
Бюст Героя Советского Союза Н. Федина установлен на Аллее Героев в Парке Победы в городе Старая Русса.

## Награды
- Медаль «Золотая Звезда» Героя Советского Союза;
- орден Ленина;
- орден Отечественной войны 1-й степени;
- орден Славы 3-й степени;
- медали, в том числе:
  - медаль «За отвагу»;
  - медаль «За победу над Германией в Великой Отечественной войне 1941—1945 гг.»;
  - юбилейная медаль «Двадцать лет Победы в Великой Отечественной войне 1941—1945 гг.»;
  - юбилейная медаль «Тридцать лет Победы в Великой Отечественной войне 1941—1945 гг.»;
  - юбилейная медаль «Сорок лет Победы в Великой Отечественной войне 1941—1945 гг.».